# Cofita
Cofita es una localidad española perteneciente al municipio de Fonz, en el Cinca Medio, provincia de Huesca, Aragón. Está situada en el margen izquierdo del río Cinca, a una altitud de 300 metros sobre el nivel del mar, contando con una población aproximada de 100 habitantes. Cofita, dentro de la comarca del Cinca Medio, dista de Monzón, cabecera de comarca, 11 kilómetros en dirección norte y a 5 kilómetros de Fonz, donde están los servicios más próximos.

## Historia
En diferentes documentos medievales, Cofita aparece también como Confita, Cufita o Confito.

### La reconquista de los siglosXIyXII
Corría el año 1089 cuando los cristianos, al mando de Sancho Ramírez, conquistaron Monzón, y aunque el lugar era de su naturaleza y sitio muy fuerte y el castillo estaba muy enriscado y fortalecido, y los moros estaban muy obstinados en defenderlo, fue entrado el lugar por fuerza y ganado el día de san Juan.
Quizá la conquista se debió a traición de alguno de los miembros de la comunidad musulmana, al igual que hiciera Hotmen entregando la almunia de Ariéstolas en manos cristianas.
Juntamente con el rey Sancho Ramírez, y su hijo, el infante-rey, Pedro I, entraron en Monzón el rey de Castilla, Alfonso VI (1072-1109), el obispo de Pamplona, Pedro de Rodez (1083-1115), los de Roda, Ramón Dalmacio (1076-1094) y de Jaca, don Pedro (1087-1097), además, el conde de Ribagorza, Sancho Ramírez, los primeros señores de Monzón, Jimeno Garcés e Íñigo Sanz Menaia, los tenentes Galindo, de Estada, Galindo Dat de Abizanda, Blanco Garcés, Pedro de Boltaña, Mir Gombald, de Laguarres, Gutín de Capella, Ramón Gutín, de Castro y un numeroso grupo de caballeros venidos de Pamplona, Aragón, Sobrarbe, Ribagorza y Pallars.
Ganada la fuerte plaza del castillo de Monzón y la ciudad, el rey Sancho Ramírez y su hijo el infante-rey, don Pedro I, colocaron en el castillo su cuartel general y palacio, titulándose ambos reyes de Monzón. Se trata de un reino de mayor amplitud territorial que el de Aragón.
Los términos del reino montisonense abarcaban de manera amplia: Por la parte oriental hasta La Clamor (Almacellas). Los términos por la parte del occidente, de más allá del Cinca hasta los términos de Albalate y Zaidíb. Por la parte norte hasta los términos de El Almerge (Berbegal o Azanuy).

### Reyes de Monzón en elsigloXII
Puesto que las tierras donde se asienta Cofita entraban dentro de la jurisdicción del castillo de Monzón, caba tener en cuenta los diferentes reyes de Monzón
- Sancho Ramírez (1063-1094); unió a sus antiguos títulos de rey de Pamplona, Aragón, Sobrarbe y Ribagorza, el de Monzón.
- Pedro I (1094-1104). En el año 1089, el infante entregó el lugar de Palazuelo (Fonz) a Bernardo Guifred y a Guillermo Pérez. En enero de 1098, dio a Gimeno Garcés e Íñigo de Asieso la almunia de Ariéstolas, estampando su firma en árabe como rey de Monzón.
- Alfonso I, el Batallador (1104-1134). Muerto Pedro I, le sucedió en el trono su hermano Alfonso, quien al comenzar su mandato dice que reina en Aragón, Pamplona, Sobrarbe, Ribagorza, Monzón y Huesca.

### La encomienda de los templarios de Monzón
Los documentos más antiguos, dónde aparece Cofita, son documentos de los templarios de Monzón (en torno al siglo XII). Cofita en aquel entonces pertenecía a la orden del temple. Los monumentos más significativos que se conservan en Cofita, fueron precisamente construidos por los templarios.
El territorio de la encomienda aparece por vez primera especificado en un documento de 1192, con poblaciones comprendidas en el valle del Cinca y La Litera: San Juan (Monzón), Crespán (Fonz), Cofita, Ariéstolas, Castellón Ceboller (hoy Castejón del Puente), Pomar, Estiche, Santalecina, Larroya (Santalecina), Castelflorite, Alcolea, Castaillén (Castelflorite), Sena, Sijena, Ontiñena, Torre de Cornelios (Alcolea), Santiago (Chalamera), Ballocar, Ficena (Belver de Cinca), Calavera (Belver), Casasnovas (Binaced), Valcarca, Ripol, Alfántega, San Esteban de Litera, Almunia de San Juan, Binahut (Castejón), Morilla y Monesma.
Al frente de los primeros pasos templarios en el castillo de Monzón estuvo el maestre Pedro de Rovera, maestre de Provenza y de España y no aparece el nombre del comendador. En 1146, en un documento del archivo catedralicio de Lérida, procedente de Roda, entre los firmantes leemos: "Seniores de illo Templo in Montesone; en este mismo año los templarios recibían la almunia de Cofita; en 1149 asistían al cerco de Lérida, y estando in podio Garden obtenían del conde Ramón Berenguer la iglesia o capilla real de san Juan, del castillo de Monzón. La presencia templaria en Monzón daría comienzo con las fricciones entre los prelados leridanos acerca de los diezmos, primicias y defunciones de la ciudad, iniciándose la polémica en torno a los dos templos: santa María, de la mitra y san Juan, del Temple".

### Política hidráulica; la acequia de Arias en tiempos de los templarios
La denominada acequia de Arias fue abierta en el término de Fonz por los templarios montisonenses. Actualmente hay allí una importante central eléctrica que alimenta las industrias de Hidro Nitro de la capital del Cinca. Pedro IV en 1337 recordaba a los vecinos de Fonz, Cofita y Monzón que, desde tiempo inmemorial, el comendador de Monzón tenía derecho de sacar agua del río Cinca y construir azud y acequia para llevar el agua hacia los términos montisonenses pasando por el collado de la Carabasa (Ariéstolas). Unos vecinos de la zona rompieron ocultamente la presa del comendador, ocasionando grandes dispendios.

### Cofita en los siglosXVyXVI
En diferentes textos, al hablar de Monzón en 1585, se dice que aparte de las diferentes Asambleas o cortes del Reino de Aragón,debajo de su jurisdicción se encuentran diez pueblos: "Binéfar, Vinaset, Valcarque, Alcort, Alfántiga, Castellón de la Puente, Cofita, Yestolas, Pueyo y Repollo, los cuales todos vienen a pedir justicia a Monçon… 

### La guerra de la independencia en Cofita
La acción francesa durante la guerra de la Independencia fue especialmente cruel en el territorio que ocupan Fonz y Cofita. El 23 de septiembre de 1809 sembraron el terror y la muerte. Estando acantonado en Fonz el batallón de los voluntarios de Lérida, al frente de su coronel, Juan Baget, y hallándose también en Barbastro una división francesa, el día 22 de septiembre, pasó una porción de caballería francesa el río Cinca por el puesto conocido como la Boquera y sorprendió la avanzada de los voluntarios de Lérida, y luego extendiéndose los caballos por la huerta de Cofita, mataron a cuantos encontraron que se hallaban trabajando en dichas huertas, lo que visto por otros labradores, huyeron precipitadamente, abandonando sus caballerías y aperos de labranza. Los feligreses asesinados de esta parroquia, que no pudieron huir, fueron diez, y además, algunos heridos; después de esta barbarie, se retiraron los franceses a Barbastro y el día siguiente, que era el 23, pasaron el río por el vado de Estadilla, y después de haber hecho retirar el batallón de voluntarios de Huesca que se hallaba en aquella villa, pasaron a la villa de Fonz, cuyos puestos de defensa abandonaron las tropas españolas, al ver la superioridad de las fuerzas francesas. Los habitantes de Fonz, al considerar los estragos que se habían cometido el día anterior en Cofita, abandonaron sus hogares y los franceses quedaron enteramente dueños de este pueblo; mataron en el pueblo y sus alrededores seis feligreses, que por su avanzada edad o por sus achaques, no pudieron huir; también mataron a algunos otros que no eran feligreses de Fonz; luego, saquearon todas las casas sin que quedase una sola que no sufriese el más atroz saqueo, hasta el sagrado templo, que asaltaron en su interior con la mayor violencia, rompieron todas las aras, algunos huecos de los altares, puertas del archivo, sacristía, sagrario (no se hallaban las formas), destrozaron el cuerpo santo de san Vicente, mártir, rompiendo la urna en que se guardaba, se llevaron todas las toallas de los altares y toda la demás ropa blanca de la iglesia y sacristía, los vasos sagrados y demás alhajas de plata que encontraron y destrozaron mucha parte de las ropas de seda. Durante el año 1809, el castillo de Monzón del que depende la zona de Cofita, cambió tres veces de dueño; así, de forma sucesiva fue ocupado por sorpresa por tropas francesas, reconquistado por Perena, y sucesivamente por los franceses. En 1813 fue asediado por el general Espoz y Mina, siendo recuperado definitivamente en el año 1814.

En el centro del pueblo se halla una cruz de término de ascendente templario que ha sido y es testigo del devenir de esta población.

## Demografía
Cofita llegó a tener una población de aproximadamente 500 habitantes. Según los datos publicados por el Instituto Nacional de Estadística (INE) a 1 de enero de 2018 el número de habitantes en Cofita era de 114, 1 habitantes más que el en el año 2017. Una evolución desde el año 2000 podemos verla en la siguiente tabla:
| Evolución de datos demográficos anuales |      |      |      |      |      |      |      |      |      |      |      |      |      |      |      |      |      |      |      |      |      |      |      |
| Año                                     | 2022 | 2021 | 2020 | 2019 | 2018 | 2017 | 2016 | 2015 | 2014 | 2013 | 2012 | 2011 | 2010 | 2009 | 2008 | 2007 | 2006 | 2005 | 2004 | 2003 | 2002 | 2001 | 2000 |
| Hombres                                 | 52   | 49   | 51   | 52   | 52   | 50   | 57   | 61   | 63   | 67   | 69   | 73   | 80   | 79   | 82   | 91   | 90   | 96   | 102  | 106  | 104  | 101  | 100  |
| Mujeres                                 | 56   | 55   | 58   | 58   | 62   | 63   | 63   | 67   | 70   | 72   | 77   | 82   | 84   | 83   | 89   | 90   | 88   | 94   | 96   | 99   | 107  | 109  | 108  |
| Total                                   | 108  | 104  | 109  | 110  | 114  | 113  | 120  | 128  | 133  | 139  | 146  | 155  | 164  | 162  | 171  | 181  | 178  | 190  | 198  | 205  | 211  | 210  | 208  |

## Localízación geográfica
| Noroeste: Barbastro           | Norte: Estadilla         | Noreste: Azanuy-Alins |
| Oeste: Barbastro              |                          | Este: Azanuy-Alins    |
| Suroeste: Castejón del Puente | Sur: Almunia de San Juan | Sureste: Azanuy-Alins |

## Vías de comunicación con otras ciudades
Su vía principal es la nueva autovía A-22, a 4,5 km. Esta autovía comunica la localidad con Lérida y Huesca. Además, está situada a 9 kilómetros de Monzón, ciudad con estación de RENFE, la cual dispone de trenes de media distancia, con destino Lérida-Pirineos y Zaragoza-Delicias (ambas estaciones son paradas de la línea de alta velocidad española Barcelona-Madrid. Además también cuenta con paradas de trenes Alvia, y así viajar a ciudades como Logroño, Pamplona, Bilbao, Valencia, Teruel...

## Monumentos
El monumento más emblemático es la Iglesia Románica dedicada a Santa María Magdalena edificada por los templarios de Monzón en el siglo XII. Se trata de un severo ejemplar románico con amplio ábside, ventanas abocinadas y muros de gran espesor, dicha joya merece una atenta restauración dada la historia que atesora y su indudable belleza.
Cofita perteneció a la Orden de los Pobres Caballeros de Cristo y del Templo de Salomón (en latín: Pauperes Commilitones Christi Templique Salomonici), también llamada la Orden del Temple (en francés: Ordre du Temple), y a su liquidación paso a depender de la orden del Hospital de Jerusalén.
La iglesia de Santa María Magdalena se halla en el centro de la población, rodeada y en parte oculta por viviendas aledañas. Datable a mediados del siglo XIII, habida cuenta de su bóveda apuntada. 
La cabecera es la zona mejor conservada, a pesar del desgaste que han sufrido las hiladas más próximas al suelo. La cabecera es la zona mejor conservada a pesar del desgaste que han sufrido las hiladas más próximas al suelo. Se centra mediante ventanal rehundido, derramado y semicegado. Aún quedan menguados restos de algún canecillo de rollos sustentando la cornisa. Aún quedan menguados restos de algún canecillo de rollos sustentando la cornisa. En el presbiterio sur hay un bello reloj de sol del año 1900 con la leyenda "Ave María Regina Coeli". La cubierta del templo es de medio cañón algo apuntado y sustentado por fajones. EN el año 2018, un desprendimiento del enfoscado en el presbiterio sur, advirtió la presencia de decoración pictórica. La realización de diversas catas ha puesto en evidencia la existencia de un interesante ciclo pictórico, fundamentalmente en el presbiterio sur. Una serie de catas han confirmado la existencia de un ciclo pictórico muy interesante en el que pueden reconocerse parcialmente algunas escenas con soldados provistos de casco y armamento.
En los años 1950-1960 se construyó la Iglesia parroquial de San José de Calasanz donde se vienen celebrando la eucaristía. Debido al mal estado de la iglesia de María Magdalena, todas las imágenes (Cristo crucificado, San José de Calasanz y María Magdalena)fueron trasladadas a la nueva iglesia, en espera de la restauración de la primera. Más tarde llegó la imagen de María Auxiliadora. A pesar de que las fiestas de invierno está dedicadas a San Blas, no existe una imagen en dicha parroquia.

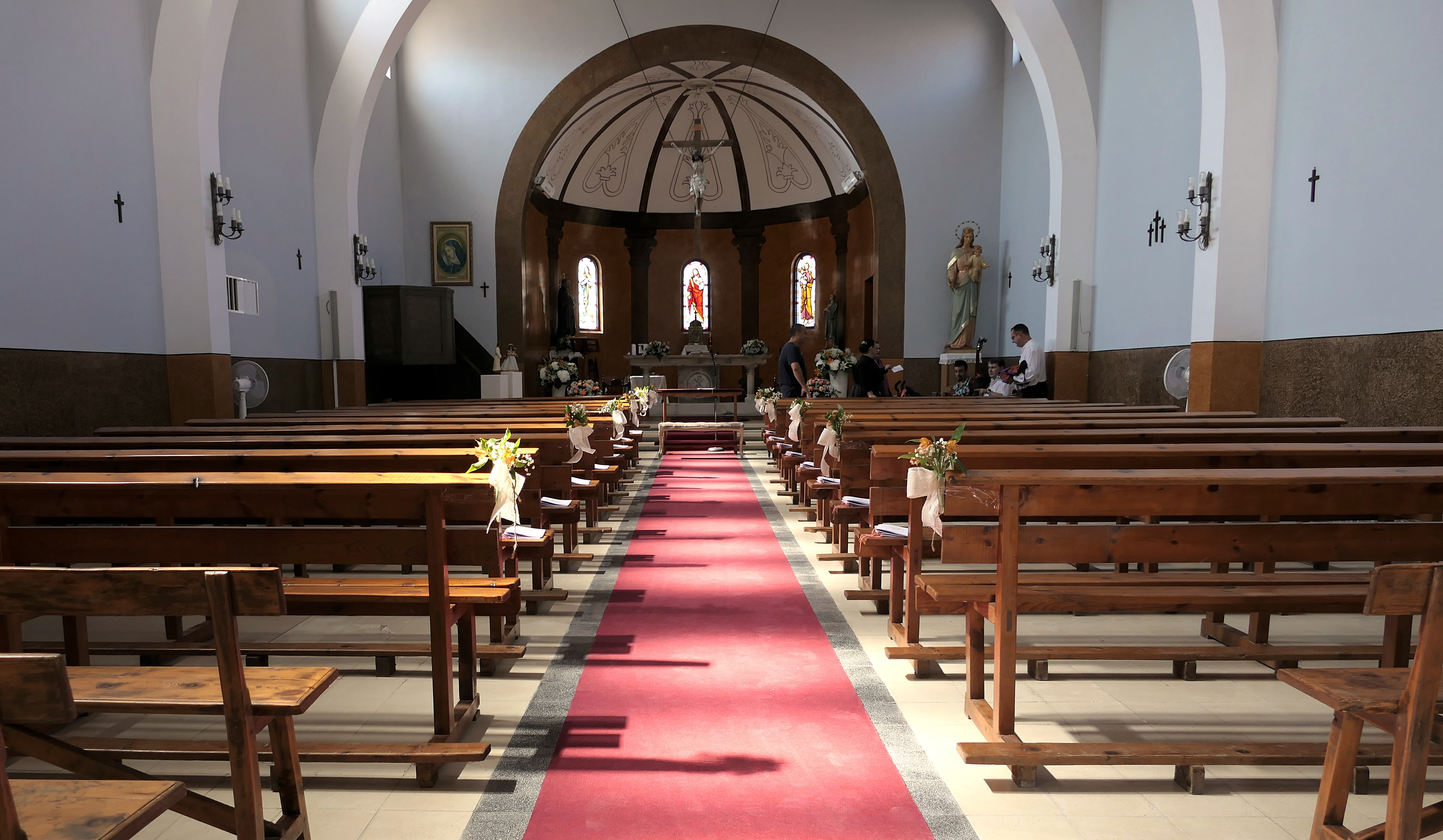
Vista general de la iglesia parroquial de San José de Calasanz de Cofita
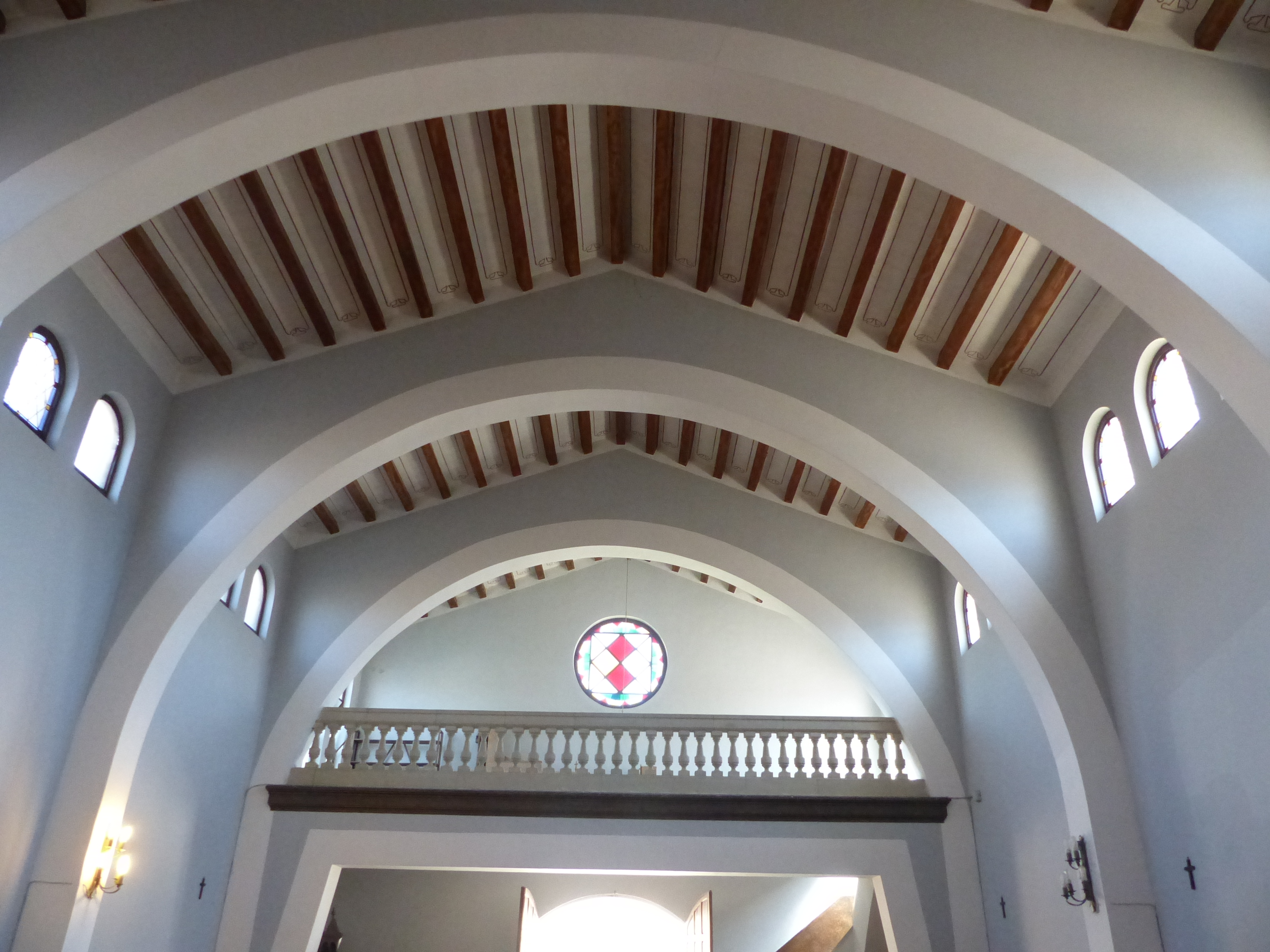
Vista general del techo de la iglesia parroquial de San José de Calasanz de Cofita
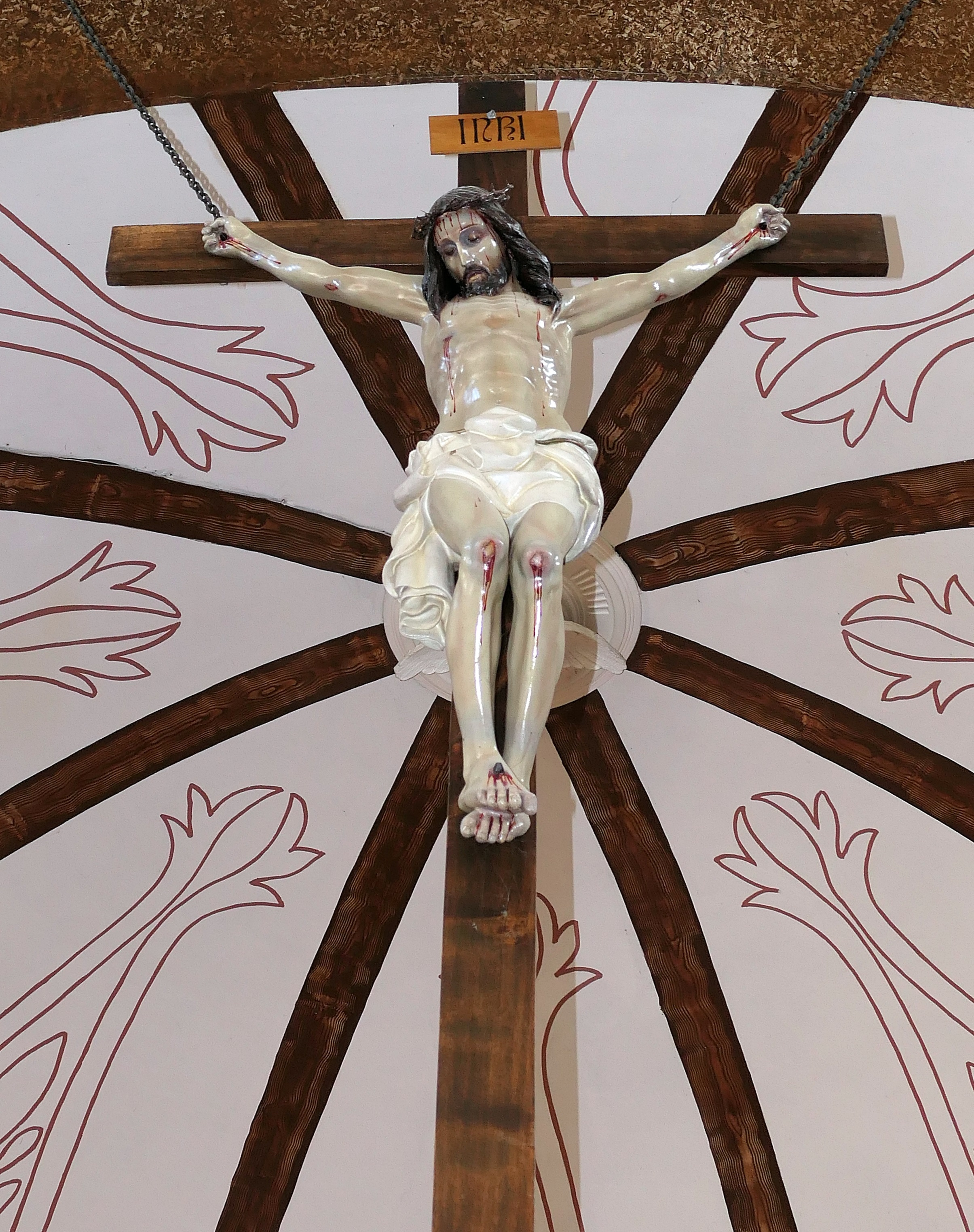
Cristo crucificado de la iglesia parroquial de San José de Calasanz de Cofita

## Fiestas
Las fiestas patronales se celebran en febrero y agosto respectivamente en honor a San Blas y San José de Calasanz.
Previa a la celebración de San Blas, tiene lugar la cena de mujeres en honor de Santa Águeda.
En febrero se celebran unas pequeñas fiestas de invierno en honor a San Blas (3 de febrero). Antiguamente era tradición llevar a bendecir el pan a la parroquia para protegerse de las enfermedades de garganta. Como anécdota cabe citar que no existe imagen religiosa de San Blas en la parroquia. Actualmente existe torneo de petanca, comida popular a mediodía, quema de hoguera y verbena popular. Además, en febrero, se celebra el carnaval con baile de disfraces en el local social.
A lo largo de febrero y marzo tiene lugar la semana cultural con la impartición de charlas-conferencias relativas a diferentes ámbitos de la vida diaria; historia, cultura, medicina, senderismo, etc
En cuanto a la Semana Santa, antiguamente salía el cristo crucificado en procesión cada Viernes Santo desde la parroquia de San José de Calasanz. Actualmente tiene lugar un concurso de paellas el sábado santo.
En tiempos pasados, las fiestas patronales de verano, se celebraban el 22 de julio, en honor a Santa María Magdalena, pero se desplazaron a agosto, a causa de que en el mes de julio, en un pueblo como Cofita, dedicado en una gran parte a la agricultura, las faenas del campo eran numerosas por esas fechas. En la actualidad, el día 22 de julio se celebra el "día de la Magdalena", con una misa en honor a Santa María Magdalena y una cena de hermandad en la Plaza Mayor.
En el mes de agosto, en torno al 25 de agosto, se celebran las fiestas patronales de verano en honor a San José de Calasanz. Estas fiestas tienen una duración de cuatro días, con una gran cantidad de actos, organizados y llevados todos a cabo por la Comisión de Fiestas. Es tradición que el jueves (primer día de las fiestas) tenga lugar el tradicional concurso de ponchos por las diferentes calles, donde las peñas (el cado, el comando petiquera, los "cuñaos" o los "sin nombre") compiten por hacerse con el premio. El domingo tiene lugar la misa religiosa en la Parroquia de San José de Calasanz de Cofita con posterior procesión por las calles de la localidad. 

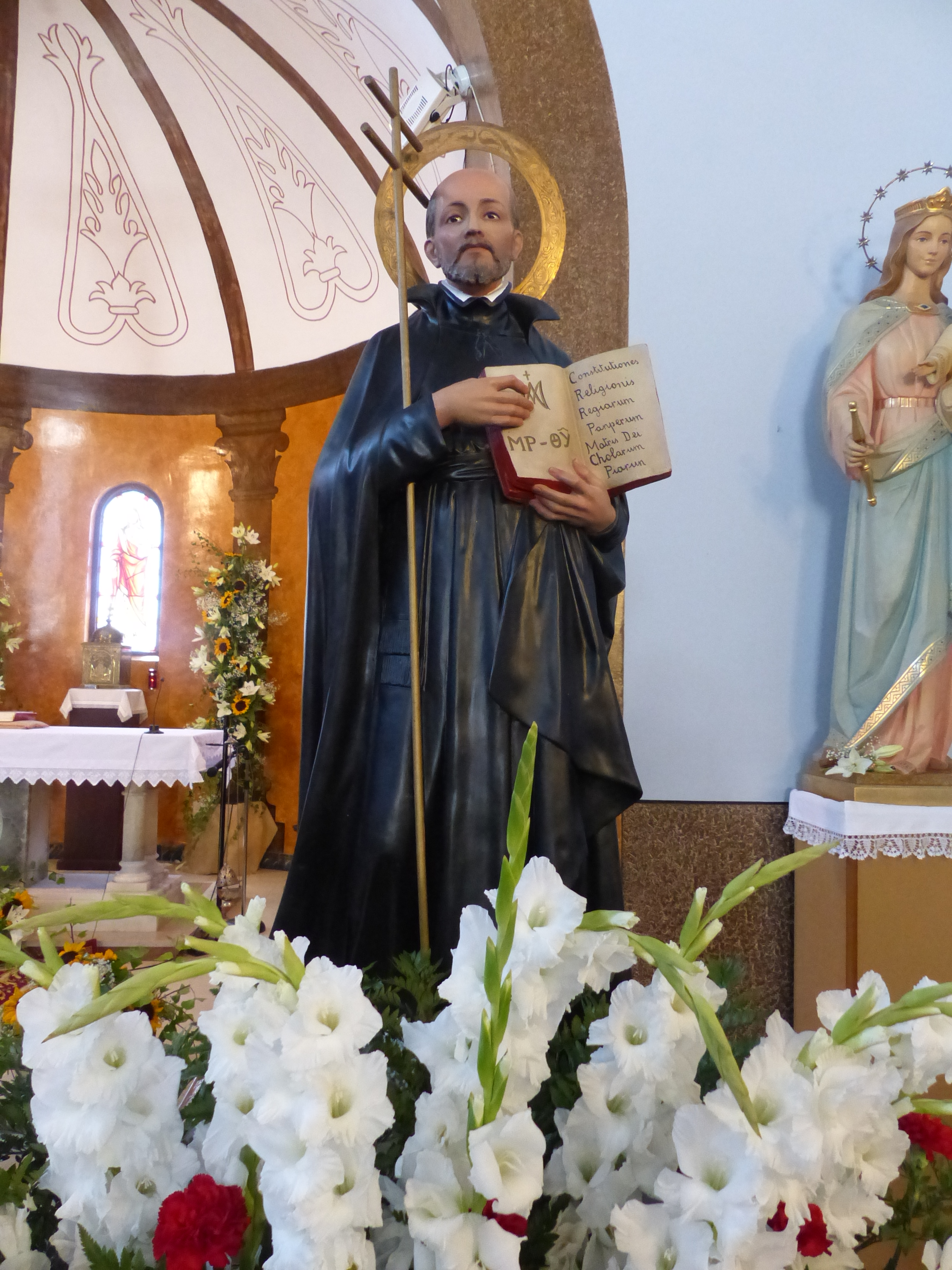
San José de Calasanz en las Fiestas de Agosto
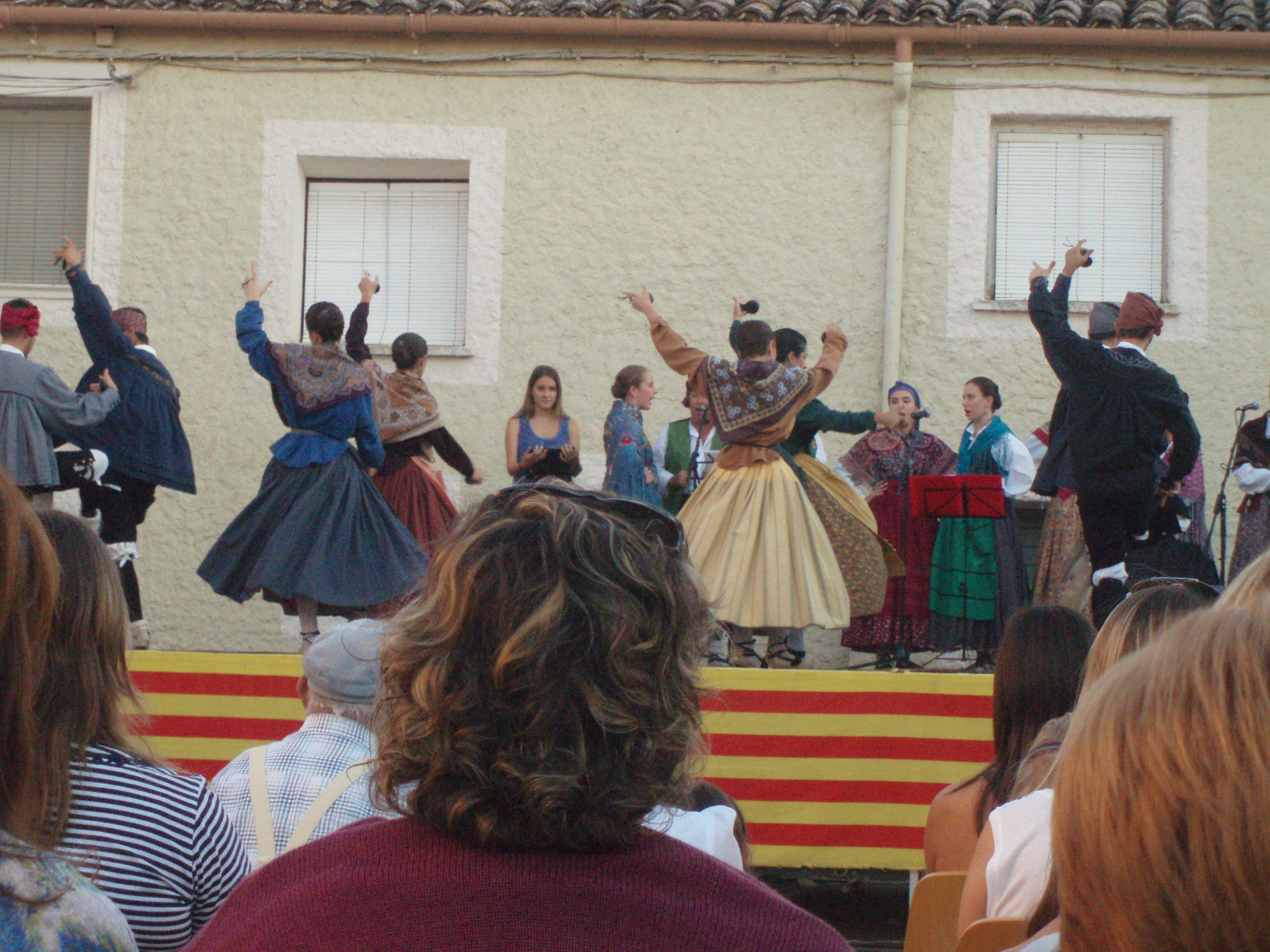
Demostración jotera en la Plaza durante las Fiestas de Agosto

## Administración y política

### Últimos alcaldes del municipio
| Período             | Alcalde                          | Partido  |  |
| ------------------- | -------------------------------- | -------- |  |
| 1979-1980 1980-1983 | Vicente Salazar Latorre          | UCD Ind. |  |
| 1979-1980 1980-1983 | Vicente Salazar Latorre          | UCD Ind. |  |
| 1983-1987           |                                  |          |  |
| 1987-1991           |                                  | PAR      |  |
| 1991-1995           |                                  | PSOE     |  |
| 1995-1999           | María Josefa Lacambra Radigales  | PSOE     |  |
| 1999-2003           | Enrique Badía Gracia             | PAR      |  |
| 2003-2007           | Enrique Badía Gracia             | PAR      |  |
| 2007-2011           | Enrique Badía Gracia             | PAR      |  |
| 2011-2015           | José Teodoro Ferrer Perostes     | PSOE     |  |
| 2015-2019           | José Teodoro Ferrer Perostes     | PSOE     |  |
| 2019-2023           | José Teodoro Ferrer Perostes     | PSOE     |  |
| 2023-2027           | María Ascensión Clusa Planisolis |          |  |

|}

### Resultados electorales
| Elecciones municipales |      |      |      |      |      |
| Partido                | 2003 | 2007 | 2011 | 2015 | 2019 |
| PSOE                   | -    | 3    | 3    | 4    | 3    |
| PAR                    | 4    | 3    | 1    | 2    | -    |
| CHA                    | 3    | 1    | 2    | 1    | 1    |
| PP                     | 2    | 2    | 3    | -    | 3    |
| Total                  | 9    | 9    | 9    | 7    | 7    |

## Enología
Bodegas Sers pertenece a la denominación de origen del Somontano. Es una pequeña bodega familiar ubicada en el municipio de Cofita que posee sólo 12 hectáreas de viñedo propio en las mejores fincas de la familia, viñas trabajadas con el respeto que merece la tierra. Los vinos de la Bodega Sers se producen en pequeños lotes de entre 1500 y 6000 botellas. Emplean las variedades foráneas Merlot, Syrah, Cabernet Sauvignon y Chardonnay y la autóctona Parraleta.

## Turismo rural; alojamiento
Bodegas Sers cuenta con una vivienda de turismo rural, denominada Casa Canales. La antigua casa de labranza de la familia, totalmente restaurada, se encuentra adosada a la iglesia de María magdalena, enfrente de la bodega. Está diseñada para disfrutar por habitaciones independientes o a casa completa, este remanso de paz le permitirá compartir confidencias con esta familia de bodegueros, yendo perfecta para compartir la tranquilidad en cada instante.

## Industria
Además de Bodegas Sers, en Cofita se encuentra "Frutas Villa Pepita", que es una empresa dedicada a la producción, manipulación y comercialización de fruta fresca. La producción se centra en manzanas de las variedades Golden, Fuji, Gala y peras Conferencia.